# Séisme de 2013 à Nantou
 (juillet 2021).
Le séisme de 2013 à Nantou est un tremblement de terre qui s'est produit à Taïwan le 2 juin 2013. La magnitude était de 6,2. Cinq personnes ont été tuées dans le séisme,,.